# Armand-Imbeau II
Le navire moteur Armand-Imbeau II est un traversier canadien assurant la liaison entre Baie-Sainte-Catherine, dans la MRC de Charlevoix-Est, et Tadoussac, sur la Côte-Nord.
D'une longueur de 87,3 mètres et d'une largeur de 26 mètres, le navire est en mesure d'accueillir jusqu'à 432 passagers et 110 véhicules automobiles.